# تيد بينيت
تيد بينيت (بالإنجليزية: Ted Bennett)‏ (22 أغسطس 1925 في المملكة المتحدة - 1 يناير 1997) هو لاعب كرة قدم بريطاني (وحمل سابقاً جنسية المملكة المتحدة لبريطانيا العظمى وأيرلندا) في مركز حراسة المرمى، شارك في الألعاب الأولمبية الصيفية 1952. وشارك مع منتخب المملكة المتحدة الوطني لكرة القدم. أما مع النوادي، فقد لعب مع إبسفليت يونايتد وكوينز بارك رينجرز ونادي واتفورد ومنتخب إنجلترا الوطني لكرة القدم للهواة ‏ ونادي ساوثال.

## وصلات خارجية
- تيد بينيت على موقع الاتحاد الدولي (مؤرشف)  (الإنجليزية)
- تيد بينيت على موقع قاعدة بيانات كرة القدم.إي يو (الإنجليزية)
- تيد بينيت على موقع أوليمبيديا (الإنجليزية)
- تيد بينيت على موقع اللجنة الأولمبية البريطانية (الإنجليزية)